# Huatape

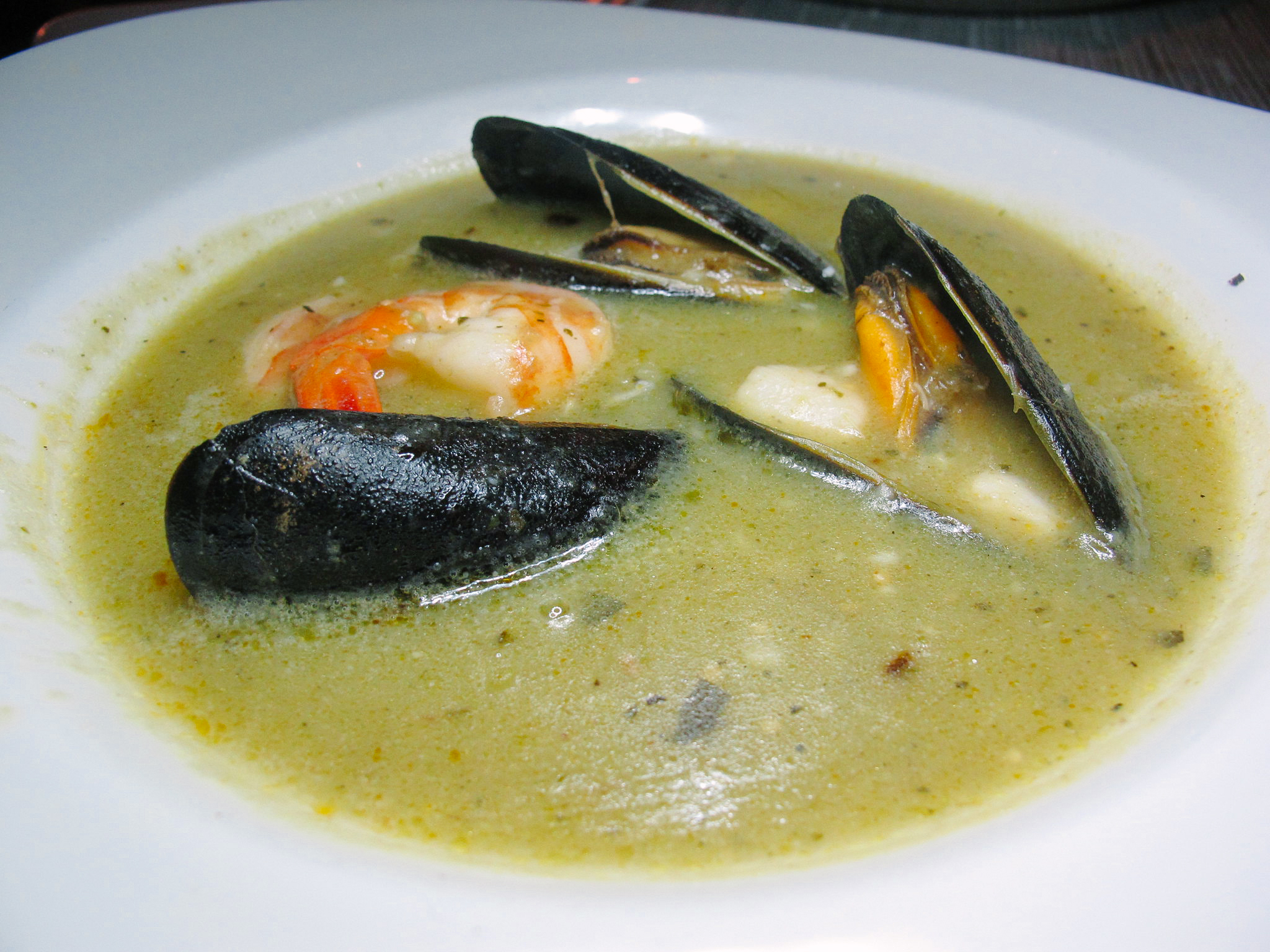
Huatape verde, de camarón y mejillones

El huatape o guatape, también michitlacuali, es un caldo típico de la Huasteca, el área de Tampico, Tamaulipas, y el norte del estado de Veracruz, en México. Consiste en una salsa elaborada con tomatillo o tomate verde, cebolla y chile, dependiendo de la receta xalapeño, verde, ancho o guajillo. A veces también jitomate, ajo, quelites o elotes. Frecuentemente aromatizado con epazote. Se consume a modo de sopa, y el más típico es el huatape de camarón, aunque también se hacen de pescado, incluso de pollo. Se suele espesar el caldo agregando masa de maíz.
En el norte de Veracruz, los nahuas lo elaboran con langostinos, acamayas, cosoles y otros mariscos. Los totonacas comen el huatape con carne de cerdo. Aunque se desconoce su origen, podría ser prehispánico.

## Etimología
Huatape proviene del idioma tutunaku (totonaco) y quiere decir «comer chile» (watá «comer», pin «chile»). En cambio, michitlacuali proviene del náhuatl, michin «pescado» y tlacualli «comida» o «alimento», es decir, «plato de pescado».

## Preparación
En un comal, se tateman los tomates aun con su cáscara, cebolla y el chile xalapeño o serrano, y luego en el metate se martajan. En otras recetas, se hierven en agua en vez de asarse, y también es posible licuarlo en lugar de martajarlo. A esto se le agrega la masa diluida en agua, sal, pimienta y opcionalmente hoja santa seca o epazote. En la cazuela, se cuecen los camarones y se vierte la salsa huatape. Comúnmente se sazona con epazote o chipotle. Sírvase con arroz blanco y tortillas recién hechas.
En México, el camarón es lo que en otros lugares conocen como gamba, no se refiere al marisco de pequeño tamaño, llamado también «camarón».

### Variante de frijoles
Entre los totonacas de la costa norte de Veracruz (Totonacapan) es popular la receta de frijoles en guatape, también llamada huatape de frijoles con orejas de masa o makampin. Consiste en caldo de frijoles al que se le agrega jitomate, chile chipotle dorado y quilaguacate (hoja de aguacate), además de bolitas de masa o masa desleída.